# 압하지야 왕국
압하지야 왕국은 압하스 왕국으로도 알려져 있으며 캅카스에 중세 초기의 봉건주의 왕국으로 780년대부터 1008년에 조지아 왕국(타오-클라르제티 참조)과 연합하여 왕위를 계승하게 될 때까지 지속되었다.

## 역사 기록학의 수수께끼
조지아, 아르메니아, 비잔티움, 무슬림의 연대기에 의해서 지배된 왕국의 근본역사를 기술하는 것은 현대 금석학과 고고학적인 기록에 의해서 지원된다.
압하스 왕국의 문제, 특히 왕가의 뿌리와 민족 구성에 대한 질문은, 현대의 조지아와 압하스 학자들 간의 주된 논쟁점이다. 그 논쟁은 논제에 대한 근본 자료의 결핍으로 인해 크게 확대될 수 있다. 대부분의 압하스 역사가들은 이 왕국이 고대 압하스 부족들이 인근 지역을 넘어서 세력을 확장할 수 있게 되어 부족들 간에 통합된 결과로 형성되었다고 주장한다. 그 주장에 대하여 조지아 역사가 측에서는 반대되는 입장을 보인다. 그들중에 몇명은 그 왕국은 완전히 조지아라고 주장한다.
대부분의 국제 학자들은 "압하지야"와 "압하스인"의 용어들이 얼마간의 기간이 지난 다음인 그 시대에 넓은 의미에서 사용되었고 조지아인(조지아어의 자매어인 그들의 구역 언어를 사용했던 밍그렐리아족, 라즈족, 스반족을 포함)들과 가능한 현대 압하스인(아바스고이족, 압실라에족, 지기족) 들 모두로 구성된 왕국의 모든 인구에게 모든 실용적인 목적을 위해 널리 퍼졌음을 주요 요인으로 들어  다양한 인구 구분의 민족적 동일성을 평가함에 있어서 엄연히 다르다는데 동의한다. 조지아어로 말하는 중대한 (우세 언어가 아니라면) 비율은 문학과 문화의 언어로 조지아어를 그리스어로 대체한 결과를 가져다준 비잔티움의 정치와 문화적 지배를 떨쳐버리기 위한 압하스 왕들의 조작이 더해진 것 같다.

## 초기 역사
고전 자료들의 압하지야, 또는 아바스기야는 비잔티움 통치 하의 왕자 공국이었다. 왕국은 오늘날 압하스 공화국의 현재 북서부 지역에서 주로 흑해연안을 따라 구성되었으며 북쪽으로 오늘날 러시아의 크라스노다르 지방 영토로 확장했다. 수도는 아나코피아였다. 압하스는 비잔티움의 태수 임무를 효과적으로 수행하는 세습 아촌에 의해 통치되었다. 나라는 기독교 국가이고 피티우스는 콘스탄티노플 총대주교의 직접적으로 부속된 대주교좌였다. 피신중인 조지아 왕자들인 에그리시의 미르와 카르틀리의 아르칠을 뒤쫓던 아랍인들이 736년에 압하스로 밀려들어왔다. 레온 1세 아촌에 의해 기도된 완고한 저항에다가 이질과 홍수까지 겹쳐 침략자들을 후퇴하게 했다. 그리고 나서 레온 1세는 미르의 딸과 혼인했고, 후계자 레온 2세는 770년대에 에그리시(라지카)를 획득하여 왕조의 통합에 공을 세웠다. 추측컨데 라지카 왕국의 계승자와 같은, 새로운 정치 형태는 조지아(예를 들어, 레온티 므로벨리에 의한 조지아의 왕의 비타에)와 아르메니아(예를 들어, 오반네스 드라스카나케르치에 의한 아르메니아의 역사) 연대기에 있는 에그리시라고 계속하여 불렸을 것으로 추측된다.
아랍에 대항한 성공적인 방어와 새로운 영토의 국경들은 압하스 왕자에게 비잔티움 제국으로부터 자치권을 더 요구할 수 있는 충분한 권력이 되었다. 대략 786년을 향해가자, 레온은 하자르족의 도움을 보태 그의 완전한 독립국을 이뤘다. 그는 압하스의 왕의 칭호로의 책임을 맡았고 그의 수도를 동조지아의 도시인 쿠타티시(오늘날 쿠타이시)로 옮겼다. 조지아 연보에 따르면, 레오는 그의 왕국을 여덟 공작령 공국으로 세분했다. 공국으로는 압하스령 추후미, 베디아, 구리아, 라차, 타크베리, 스바네티, 알그베티, 그리고 쿠타이시가 있었다.
압하지아 왕국의 전성기는 850~950년 사이이다. 10세기 초반에는, 비잔티움 자료들에 따르면, 왕국은 3백 그리스 마일의 흑해 연안을 따라 캅카스를 등지고 칼데아 테마의 접경에서 니코프시스 강의 입구까지 영토를 늘렸다. 왕국의 점점더 증가하는 확장주자들의 경향은 왕국의 영역을 동부로 확장하게 끔했다. 압하스의 게오르게 1세(872/873~878/879년)의 왕국이 시작되고, 압하지아 왕은 카르틀리(조지아의 중앙과 동쪽 부분)도 통제했고 조지아와 아르메니아 바그라티조의 공무에 지장을 줬다. 약 908년경에 콘스탄티네 3세(898/899~916/917년)가 마침내 인접한 아랍-통제 트필리시를 그의 왕국으로 가져와, 카르틀리의 중대한 부분을 합병시켰다. 그의 아들 게오르게 2세(916/917~960년) 통치 하에서, 압하스 왕국은 세력과 명성이 최고조에 달했다. 그 당시의 단기간 동안에, 동조지아의 카케티와 조지아-알바니아의 헤레티의 행진은 압하스의 종주권을 인식한 것이기도 했다. 비잔티움과의 일시적인 동맹으로, 게오르게 2세는 아라니아에서 미콜라스 미스티코스의 선교 활동들을 후원했다.

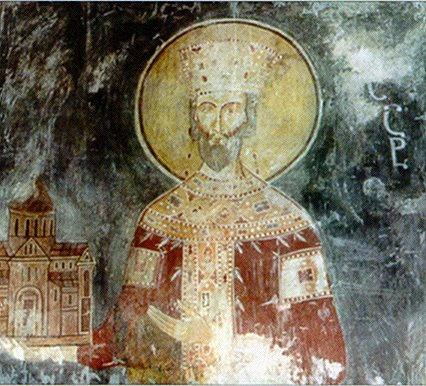
압하스의 바그라트 2세, 그는 바그라티오니 가의 조지아의 바그라트 3세이기도 하다.

하지만, 게오르게의 후계자는 왕국을 강하고 온전하게 보존할 수 없었다. 레온 3세(960~969년)의 통치 기간 동안에, 카케티와 헤레티는 그들 스스로 압하스의 통치에서 해방되었다. 데메트리우스 3세(969~976년) 통치 때에 시작된 쓰라린 내전과 봉건 반란은 맹인 테오도시우스 3세(976~978년) 통치 때에 가서는 왕국이 완전히 무정부 상태에 빠지게 했다. 그 때에 트랜스캅카스의 주도권은 마침내 조지아의 타오-클라르제티의 바그라티오니 가에게 넘어갔고, 아들이 없는 테오도시우스의 조카(누이의 아들)가 그의 양부 타오의 다비트 3세의 도움으로 압하스의 왕좌에 앉았다. 1008년, 바그라트는 그의 친부 구르겐이 죽음으로 그의 왕위도 계승하여 조지아의 왕중에 왕이 되었다. 그리하여 두 왕국들이 왕위의 계승을 통해 통일되었다. 실제로 두 왕위의 계승은 통일 조지아 군주국의 토대가 되어 공식적으로 그 당시의 조지아 왕국으로 칭했다.

## 셀주크의 침입
11세기의 2반기에는 1040년내 말에 중앙 아시아와 이란의 대부분을 포함하여 광대한 유목민 제국의 건설을 계승한 셀주크 투르크의 비참한 침략이 두드러졌다. 1071년에 셀주쿠의 군대들은 만지케르트 전투에서 연합 비잔티움-아르메니아와 조지아의 병력들을 파괴했고 1081년에는 아르메니아, 아나톨리아, 메소포타미아의 전부를 그리고 조지아의 대부분을 셀주크에 의해서 점령했고 황폐화되었다.
오직 압하지아와 스바네티, 라차, 케비-케브슈레티의 산악 지역들만이 셀주크의 종주권을 인정하지 않았고, 무수히 많은 피난민들에게 상대적으로 안전한 피난처가 되었다. 1099년 말에 조지아의 다비트 4세는 압하스와 스바네티에는 그의 든든한 후방 기지들이 있었기에 셀주크에게 공물을 진상하는 것을 중지했고 트빌리시와 에레티를 제외한 대부분의 조지아 영토를 그의 유효한 통제권 아래로 가져다 놓았다. 1105~1124년에 다비트 왕 휘하의 조지아 군대들은 연속적으로 훌륭한 군사 작전들을 펼쳤고 조지아의 나머지 지역들 뿐만 아니라 기독교인들이 거주하는 서부 시르반의 기시-카발라 지역과 아르메니아의 큰 부분까지도 해방됐다.

## 통치자들
샤블라니(아마도 스반족 혈통의)의 존과 아다르나세를 제외한 압하스의 대부분의 왕들은 현대 역사에서 첫 번째 왕이 레온인 레온조, 또는 아노스 왕자의 아노스조가 왕으로서 승인을 필요로 하는 왕가의 사람들로 기술되어 이따금씩 알려졌다. 키릴 토마노프 왕자는 아노스의 이름과 아츠바 또는 안차바제의 후기 압하스의 귀족 가문을 관계 짓는다. 협약에 의해, 압하지야 왕들의 치세 기간은 아바스기야의 아르콘의 존속 년수들로 이어진다. 그들의 통치 기간에 대한 연속성이 약간 부족하기도 하다. 아래의 연대기적 자료는 토마노프가 조사했던 자료이다.

### 아노스조 가
- 레온 2세, 767/768~811/812년
- 테오도시우스 2세, 811/812~837/838년
- 데메트리우스 2세, 837/838~872/873년
- 아그츠에피의 게오르게 1세, 872/873~878/879년

### 샤블라니 가
- 존 샤블라니, 878/879년~880년경
- 아다르나세 샤블라니,  880년경~887/888년

### 아노스조 가(아츠바/안차바제)
- 바그라트 1세, 887/888~898/899년
- 콘스탄티네 3세, 898/899~916/917년
- 게오르게 2세, 916/917~960년
- 레온 3세, 960~969년
- 데메트리우스 3세, 969~976년
- 테오도시우스 3세, 976~978년

### 바그라티오니 가
- 바그라트 2세, 978~1014년

## 같이 보기
- 압하스의 왕
- 압하스의 공국
- 압하스 공화국
- 조지아의 역사

## 참조
1. ↑  Graham Smith, Edward A Allworth, Vivien A Law et al., pages 56-58; Abkhaz by W. Barthold V. Minorsky in the Encyclopaedia of Islam.
2. ↑  Graham Smith, Edward A Allworth, Vivien A Law et al., pages 56-58.
3. ↑  Alexei Zverev, Ethnic Conflicts in the Caucasus; Graham Smith, Edward A Allworth, Vivien A Law et al., pages 56-58; Abkhaz by W. Barthold [V. Minorsky] in the Encyclopaedia of Islam; The Georgian-Abkhaz State (summary), by George Anchabadze, in: Paul Garb, Arda Inal-Ipa, Paata Zakareishvili, editors, Aspects of the Georgian-Abkhaz Conflict: Cultural Continuity in the Context of Statebuilding, Volume 5, August 26-28, 2000.
4. ↑  Vakhushti Bagrationi, The History of Egrisi, Abkhazeti or Imereti, part 1.
5. ↑  Rapp, pages 481-484.

## 참고 문헌 및 더 보기
1. (영어) Alexei Zverev, Ethnic Conflicts in the Caucasus 1988-1994, in B. Coppieters (ed.), Contested Borders in the Caucasus, Brussels: VUBPress, 1996
2. Graham Smith, Edward A Allworth, Vivien A Law, Annette Bohr, Andrew Wilson, Nation-Building in the Post-Soviet Borderlands: The Politics of National Identities, Cambridge University Press (September 10, 1998), ISBN 0-521-59968-7
3. Encyclopaedia of Islam[깨진 링크(과거 내용 찾기)]
4. (영어) Center for Citizen Peacebuilding,  Aspects of the Georgian-Abkhazian Conflict
5. (러시아어) Вахушти Багратиони. История царства грузинского. Жизнь Эгриси, Абхазети или Имерети. Ч.1
6. S. H. Rapp, Studies In Medieval Georgian Historiography: Early Texts And Eurasian Contexts, Peeters Bvba (September 25, 2003) ISBN 90-429-1318-5
7. (영어) Conflicting Narratives in Abkhazia and Georgia. Different Visions of the Same History and the Quest for Objectivity, an article by Levan Gigineishvili, 2003
8. (영어) The Role of Historiography in the Abkhazo-Georgian Conflict 보관됨 2016-03-03 - 웨이백 머신, an article by Seiichi Kitagawa, 1996
9. (영어) History of Abkhazia. Medieval Abkhazia: 620-1221 by Andrew Andersen
10. Georgiy I Mirsky, G I Mirskii, On Ruins of Empire: Ethnicity and Nationalism in the Former Soviet Union (Contributions in Political Science), Greenwood Press (January 30, 1997) ISBN 0-313-30044-5
11. Ronald Grigor Suny, The Making of the Georgian Nation: 2nd edition (December 1994), Indiana University Press, ISBN 0-253-20915-3, page 45
12. Robert W. Thomson (translator), Rewriting Caucasian History: The Medieval Armenian Adaptation of the Georgian Chronicles: The Original Georgian Texts and Armenian Adaptation (Oxford Oriental Monographs), Oxford University Press, USA (June 27, 1996), ISBN 0-19-826373-2
13. Toumanoff C., Chronology of the Kings of Abasgia and other Problems // Le Museon, 69 (1956), S. 73-90.